# Police Squad!
Police Squad! is een Amerikaanse komische televisieserie die voor het eerst werd uitgezonden in 1982. De serie was een parodie op politiedrama’s en zat vol met visuele grappen en slapsticksituaties. De serie leek vooral te zijn gebaseerd op de Lee Marvin-serie, M Squad.

## Achtergrond
Police Squad! werd bedacht door Jim Abrahams, David Zucker en Jerry Zucker, die al eerder samenwerkten aan films als The Kentucky Fried Movie en Airplane!. Ondanks de positieve reacties op de serie, werd de serie al na 6 afleveringen stopgezet door de zender ABC. Dit was genoeg om de serie een cultstatus te geven. Deze cultstatus leidde uiteindelijk tot de The Naked Gun-filmtrilogie, waarin alle bekende personages uit Police Squad weer meededen.
De serie werd gepresenteerd in de stijl van een Quinn Martin-serie uit begin jaren 70.
Leslie Nielsen speelde Detective Frank Drebin in zowel de serie als de drie films. Ook acteur Ed Williams, die het personage Ted Olson speelde, deed in de films weer mee. Alle andere acteurs uit de serie werden in de films vervangen door anderen. Bovendien werd de naam "Norberg" (in de televisieserie gespeeld door Peter Lupus) voor de film veranderd naar "Nordberg".
Een groot verschil tussen de serie en de films was de manier waarop Frank Drebin werd neergezet. In de serie was hij niet bedoeld als extreem komisch. Hij was in de televisieserie dan ook competenter en minder Maxwell Smart-achtig dan in de films.

## Stopzetting
ABC maakte de stopzetting van Police Squad! bekend nadat vier van de zes afleveringen waren uitgezonden in maart 1982. De laatste twee afleveringen werden die zomer uitgezonden. Volgens de toenmalige ABS entertainmentpresident Tony Thomopoulos werd Police Squad! stopgezet omdat kijkers er echt naar moesten kijken om het te waarderen. Wat hij bedoelde was dat de kijkers echt aandacht moesten schenken aan de serie om veel van de humor te begrijpen, terwijl de meeste komedieseries niet zoveel eisten van hun kijkers. Deze reden en de stopzetting vielen niet in goede aarde bij veel kijkers. Een tv-tijdschrift noemde het zelfs “de domste reden die een netwerk ooit gaf voor het stopzetten van een serie”.
Matt Groening is van mening dat als Police Squad! 20 jaar later was gemaakt, het een succes zou zijn geweest. De serie kwam eigenlijk te vroeg daar in 1982 het tv-publiek nog niet gewend was aan dit soort komedie.

## Rolverdeling

### Hoofdrollen
- Leslie Nielsen - Detective Frank Drebin
- Alan North - Kapitein Ed Hocken
- Peter Lupus - Agent Norberg
- Ed Williams - Ted Olson
- William Duell - Johnny de Verklikker
- Rex Hamilton - Abraham Lincoln

### Gastoptredens
Gedurende de opening van elke aflevering had een bekende acteur een gastoptreden. Het personage gespeeld door deze acteur kwam altijd om het leven tijdens het introfilmpje en kwam niet voor in de verhaallijn. Deze gasten zijn:
1. Lorne Greene (neergestoken en uit een snel rijdende auto gegooid)
2. Georg Stanford Brown (verpletterd onder een vallende brandkast)
3. Florence Henderson (neergeschoten terwijl ze in de keuken staat te zingen)
4. William Shatner (weet een heel salvo van kogels te ontwijken, maar drinkt vervolgens vergiftigde wijn)
5. Robert Goulet (geëxecuteerd door een vuurpeloton)
6. William Conrad (neergestoken en uit een snel rijdende auto gegooid)

Er werd ook een scène gefilmd met acteur John Belushi, die om zou komen door met een blok beton aan zijn voeten in het water te worden gegooid. De acteur stierf echter kort voor de aflevering uitgezonden zou worden, en de producers besloten de scène er om die reden uit te knippen.

## Running gags en bekende scènes

### Openingsfilmpje
- Als parodie op de politieserie N.Y.P.D. uit de jaren 60 zag men in de opening de sirene van een politiewagen die door de straten van een stad reed.
- Bij wijze van parodie op Quinn Martins misdaaddrama’s werd de intro ingesproken door Hank Simms, die bekend was van de introducties van veel series van Martin zoals The Fugitive, The F.B.I., The Streets of San Francisco en Barnaby Jones.
- De intro start met de woorden "Police Squad! ... In Color"
- Wanneer Kapitein Hocken wordt geïntroduceerd in zijn kantoor, begint iemand in het wilde weg om zich heen te schieten met belachelijke gevolgen.
- In elk introfilmpje wordt Rex Hamilton voorgesteld als vertolker van Abraham Lincoln, hoewel er in geen enkele verhaallijn een referentie is naar Lincoln.
- Zodra de naam van de aflevering groot in beeld verschijnt, noemt de verteller steevast een andere titel.
- In ieder openingsfilmpje wordt een "special guest star" geïntroduceerd, die nog tijdens de intro om het leven komt.

### Running gags
- Frank Drebins rang verandert voortdurend, vaak zelfs midden in een scène. Hij introduceert zichzelf altijd als "Sergeant Frank Drebin, Detective Lieutenant Police Squad", wat een niet bestaande rang is bestaande uit drie wel bestaande rangen.
- Drebin rijdt vrijwel altijd ergens tegenaan als hij parkeert, vaak vuilnisbakken. Het aantal vuilnisbakken dat hij raakt is in overeenstemming met het afleveringnummer (één in de eerste, twee in de tweede enz.)
- Elke aflevering heeft een scène in het misdaadlab waar Ted Olsen een zeer gevaarlijke les leert aan een kind als parodie op Watch Mr. Wizard, zoals
  - Zoogdieren kunnen in tegenstelling tot vissen niet onder water ademen, waarbij Olsen bijna een kat laat verdrinken in een visbokaal.
  - Elektriciteit heeft vele geleiders, waarbij hij een kind wil gebruiken als geleider om een lamp te doen branden.
  - Een medewerker van Police Squad en een bowlingbal laat men van enkele meters hoogte gelijktijdig vallen om aan te tonen dat ze ook gelijktijdig de grond raken, hoewel ze een verschillend gewicht hebben.
  - Wat gebeurt er met een persoon als deze in een pletmachine wordt geplet?
  - Het effect van water op natrium waarbij Olsen een gigantische hoeveelheid natrium gebruikt.
  - Een proef met statische elektriciteit
- Ted gebruikt de deur, maar Frank loopt gewoon om de set heen.
- Drebin biedt vaak de mensen die hij ondervraagd een sigaret aan met de vraag "Cigarette?", waarop ze dan antwoorden "Yes, I know" of "Yes, it is." Drebins reactie is dan vaak "Well..."
- Drebin zoekt vaak een zekere Johnny op, die schijnt te weten wat er allemaal gebeurt in de stad maar zich van de domme houdt totdat Frank hem betaalt. Nadat Frank weer vertrekt, arriveert er een specialist of beroemdheid die Johnny om advies vraagt voor zijn of haar werk:
  - Een dokter vraagt hoe hij een operatie moet uitvoeren
  - Een priester wil Johnny’s mening weten over een leven na de dood.
  - Een brandweerman vraagt Johnny hoe hij het beste een brand in een pakhuis kan blussen.
  - Dick Clark vraagt over ska
  - Joyce Brothers praat met Johnny over psychologie
  - Tommy Lasorda stelt vragen over honkbal
- De wekelijkse crimineel wordt altijd naar de "Statesville Prison" gestuurd (een parodie op State Prison). Hierbij herhaalt men ook de namen van alle criminelen die in de voorgaande afleveringen naar deze gevangenis werden gestuurd.
- Op de glazen deur van de kamer van het team staat "Police Squad" dusdanig geschreven dat van welke kant je er ook tegenaan kijkt, er altijd een woord achterstevoren gespeld staat.
- Vlak voor de aftiteling blijven alle personages op de voorgrond doodstil staan, terwijl op de achtergrond nog van alles gebeurt. Dit is een parodie op het freeze frame-effect, waarin het beeld kort voor de aftiteling van een film of serie bevriest (wat nog standaard was voor politieseries destijds).
- Hoewel het gebouw van Police Squad slechts uit een gelijkvloers en bovenetage bestaat, neemt men steevast een lift die meerdere verdiepingen overbrugt. In de lift zit meestal een bizarre figuur die even later uitstapt. Wanneer de liftdeuren opengaan, ziet men al een even bizarre achtergrond, zoals:
  - Een zwemster stapt de lift in. Bij het uitstappen ziet men in de achtergrond een zwembad. De zwemster duikt in het zwembad. De personages in de lift worden nat van het opvliegende water.
  - Een indiaan stapt de lift in. Bij het uitstappen komt hij terecht in een "westernfilm" waar een oorlog wordt gevoerd tussen indianen en cowboys. Indianenpijlen belanden tot in de lift.
  - Wanneer een dame de lift uitstapt, komt ze in een podiumzaal terecht. Ze krijgt bloemen vanuit het publiek toegesmeten. De bloemen belanden tot in de lift.
- In elke aflevering is er een andere vrouwelijke hoofdrolspeelster. Zij heeft steeds blond haar of draagt een blonde pruik.
- In het hoofdkantoor van Police Squad is op de achtergrond een raam waarachter in bijna elke nieuwe scène iets anders te zien is, zoals: het Washingtonse Capitool, flatgebouwen, een oerwoud, de Eiffeltoren, ...
- In de eerste aflevering meldt Drebin dat hij zich in de wijk "Little Italy" bevindt (Klein Italië). Op de achtergrond is het Colosseum te zien. In The Naked Gun 2½: The Smell of Fear is deze "wijk" en het Colosseum ook te zien. Ook de scène waarin Al een banaan eet, is identiek nagespeeld in The Naked Gun: From the Files of Police Squad!

## Muziek
De muziek van de opening en aftiteling werd gecomponeerd door Ira Newborn. Deze muziek werd behouden voor de The Naked Gun-films (samen met de openingsscène waarin een politieauto door bizarre locaties rijdt). Daarmee is deze muziek vermoedelijk Newborns meest bekende nummer.

## Afleveringen
De titels tussen haakjes zijn de “foute” titels die door de verteller wordt vermeld.
1. "A Substantial Gift" ("The Broken Promise"): In een bankkantoor werd volgens bediende Sally een overval gepleegd waarbij de overvaller de bankdirecteur neerschoot en omgekeerd waardoor beiden dood zijn. Het onderzoek wijst uit dat Sally beide mannen heeft vermoord en met enkele honderden dollars is gevlucht om haar tandheelkundige te kunnen betalen.
2. "Ring of Fear" ("A Dangerous Assignment"): Alle bokswedstrijden worden gewonnen door boksers die een contract hebben bij meneer Cooper. De finale-avond, die bepaalt wie de nieuwe bokskampioen wordt, is in zicht. Via poker bemachtigt Frank Drebin het contract van Johnny. Net voor de finale start, vertelt Cooper aan Johnny dat zijn handlangers zijn vriendin Mary hebben ontvoerd en dat zij enkel wordt vrijgelaten wanneer Johnny de wedstrijd verliest. Het team van Drebin dient zo snel mogelijk Mary te vinden en haar naar de wedstrijd te brengen zodat Johnny voldoende moed heeft om zijn tegenstander uit te schakelen.
3. "The Butler Did It" ("A Bird in the Hand"): Terri wordt tijdens haar verjaardagsfeest ontvoerd. Er wordt losgeld gevraagd. Drebin dient haar ontvoerder te achterhalen.
4. "Revenge and Remorse" ("The Guilty Alibi"): De hamer van een rechter wordt vervangen door eentje met explosieven waardoor de rechter bij zijn eerstvolgende zitting om het leven komt.
5. "Rendezvous at Big Gulch" ("Terror in the Neighborhood"): Enkele handelaars dienen een bende maandelijks te betalen "ter beveiliging van hun zaak". Bij weigering zullen er ongetwijfeld vandalenstreken of overvallen gebeuren. Drebin en zijn team gaan undercover en openen een slotenmakerij.
6. "Testimony of Evil" ("Dead Men Don't Laugh"): Een stand-upcomedy diende van de eigenares van een nachtclub geld te overhandigen aan een drugsbende, maar heeft een gedeelte achtergehouden. Daardoor wordt hij vermoord door de eigenares. Het team van Drebin dient de zaak verder uit te spitten.

## Dvd-uitgave
De serie kwam uit op dvd op 6 november 2006 in het Verenigd Koninkrijk, en een dag later in de Verenigde Staten. Verschillende afleveringen zijn voorzien van audiocommentaar en een fotogalerij.

## Spin-offs
Nadat de serie was stopgezet, maar voor de uitkomst van de eerste Naked Gun-film, hadden de producers al plannen om een film te maken door verschillende afleveringen aan elkaar te plakken met nieuwe scènes. Een paar van deze scènes werden daadwerkelijk gefilmd voordat het project werd afgeblazen.
Een serie van Britse advertenties voor Red Rock Cider werden gemaakt in dezelfde stijl als Police Squad!. Deze advertenties kregen de naam "Fraud Squad", en hadden ook Leslie Nielsen in de hoofdrol. De catchphrase was "Red Rock Cider—it's not red, and there's no rocks in it."